# جلسه (فیلم)
«جلسه» (انگلیسی: The Meeting (film)) فیلمی در ژانر کمدی، رمانتیک، و کمدی رمانتیک است که در سال ۲۰۱۲ منتشر شد.